# Archiprêtre de Hita
Pour les articles homonymes, voir Juan Ruiz et Ruiz.
L'Archiprêtre de Hita, de son vrai nom Juan Ruiz, est un auteur castillan du XIVe siècle, dont on ignore à peu près tout. Son véritable nom, ses origines, ses activités restent quasiment inconnues, et ont fait douter de l'existence réelle de l'auteur. Il serait né en 1283 et mort en 1350.
Son nom est demeuré lié à la seule œuvre qui lui soit attribuée : le Libro de Buen Amor ou Livre de Bon Amour, grandiose composition en vers rédigée vers le milieu du XIVe siècle et considérée comme un des chefs-d'œuvre de la littérature castillane et européenne médiévale.
On connaît le nom de l’auteur « Juan Ruiz », mais tout ce que l’on sait de lui vient de son oeuvre qui est un poème autobiographique. De nombreux épisodes y relatent sa vie amoureuse, ses aventures avec les femmes qu'il séduit.